# 펠릭스 말룸
펠릭스 말룸 은가쿠투 베이은디(프랑스어: Félix Malloum Ngakoutou Bey-Ndi, 1932년 9월 10일 ~ 2009년 6월 12일)는 차드의 정치인이다.

## 생애
차드 남부 출신이다. 차드 육군의 장교였으며 집권여당인 차드 진보당의 일원이었다. 그는 대령의 계급으로 참모총장에 올랐으나 프랑수아 톰발바예 대통령에 의해 국가전복 혐의로 감금되었다.
그러나 1975년 4월 13일의 성공적인 쿠데타로 풀려났다. 당시 쿠데타를 주도했던 노엘 오딩가르를 주축으로 최고군사평의회에서 펠릭스 말룸을 국가 수반으로 임명한 후 정권을 이양했다.
1978년 8월 29일까지 대통령과 국무총리를 겸하였으나 북부 반군을 포용하기 위한 시도로 이센 아브레를 국무총리로 임명하였으나 성공적이지 못했고 마침내 1979년 3월 23일 대통령으로서의 자리또한 사임하였다.
말룸은 정계에서 은퇴하여 나이지리아에 정착하여 살았다. 오랜 방랑생활 끝에 2002년 5월 31일 차드의 수도 은자메나로 돌아왔고 전임 대통령으로서의 축전과 혜택을 죽을 때까지 누리는 특권을 부여받았다.
이 혜택은 매월 3백만 차드 프랑크의 급여, 자택, 의료비 전액지원 그리고 두 대의 자가용과 전임 운전사 등이었다. 말룸은 프랑스 파리 아메리칸 병원에서 2009년 6월 12일 76세의 나이에 심장마비로 사망했다.